# 전기 악기
전기 악기(電氣樂器)란 일종의 확성기로서 원래의 소리를 증폭시키는데 사용된다.
전기를 사용한 악기는 간접전기악기와 순수전기악기로 나뉜다. 간접전기악기에는 전동(電動) 오르간처럼 단순히 공기를 보내는 장치에 전기를 사용한 간단한 것, 하와이언 기타나 전기 기타 등과 같이 진동원은 현을 튀겨서 발생시키고 음량을 높이거나 음색에 변화를 주기 위해 전기의 힘을 빌리는 약간 복잡한 것이 포함된다. 전기 기타 따위는 보통 악기에 증폭기를 장치한 것인데, 최종적으로는 스피커의 진동으로서 소리를 내게 되어 있다. 순수전기악기는 증폭기뿐만 아니라 진동원에도 진공관이나 트랜지스터·코일·콘덴서 따위가 만드는 발진회로(發振回路)를 사용하고 있다. 어느 악기에 비해 회로를 조립하는 데 자유로운 이점도 있어 그 음색은 무한한 가능성을 지니고 있다. 일렉톤(electone) 등이 이에 속한다. 다만, 현악기나 관악기 등 자연 악기에 익숙한 귀에는 인공음(人工音)이라는 느낌을 버리지 못하여 그 음색을 차갑다고 말하는 사람도 있다.

## 같이 보기
- 전자 악기